# Anundsjö station


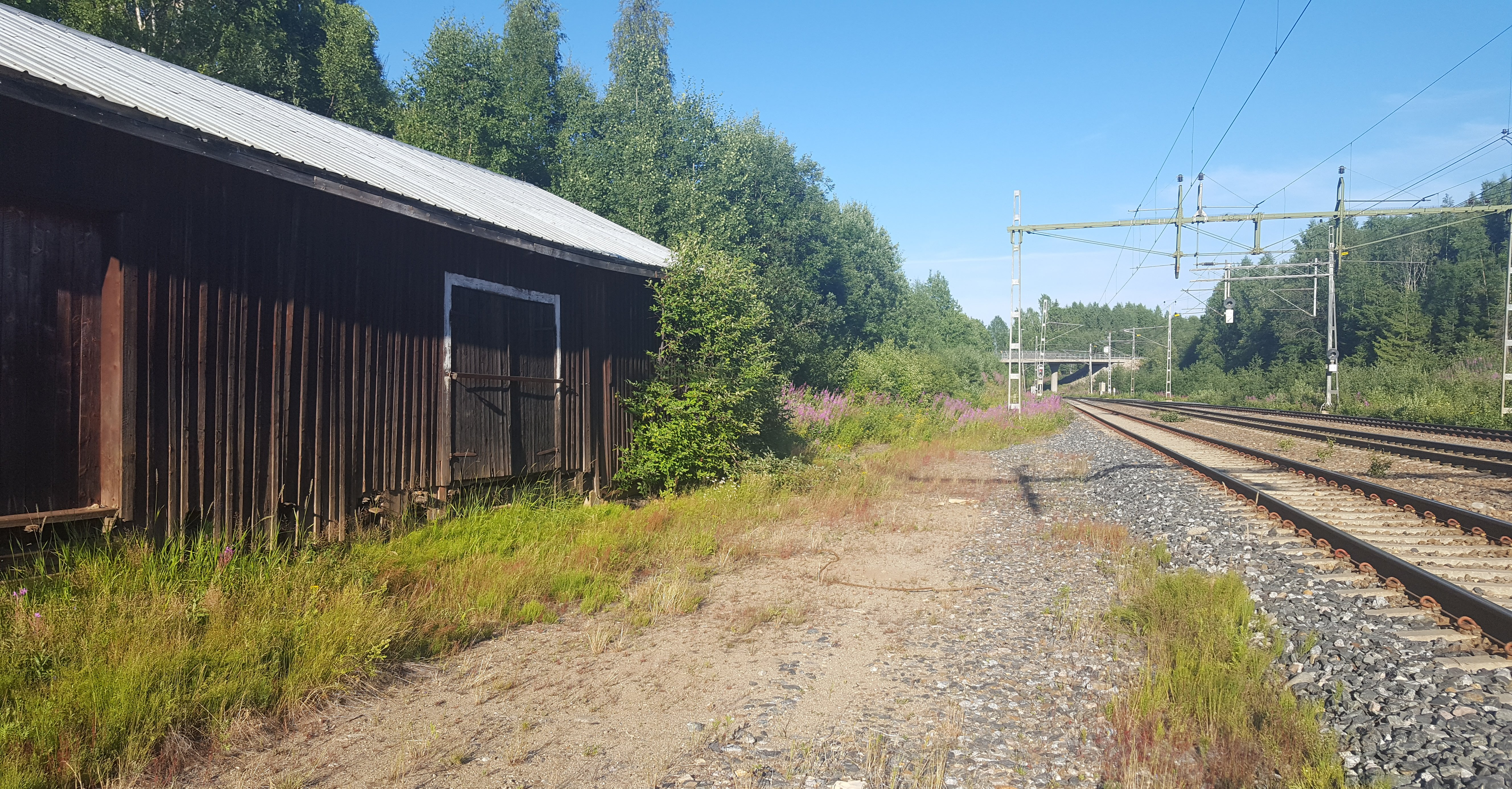
Lagerbyggnad vid Anundsjö station Juli 2018

Anundsjö station var tidigare en järnvägsstation på Stambanan genom övre Norrland  och förr ett livligt litet samhälle några kilometer från centrum av Bredbyn i nuvarande Örnsköldsviks kommun. Stationshuset byggdes efter Hällnäsmodellen.
Anundsjö station (trafikplatssignatur Anö) räknas numera som en driftplats.
Förutom att fungera som knutpunkt för gods och passagerare var stationen viktig för att ånglok skulle kunna stanna för att fylla på vatten efter den ansträngade uppförsbacken från Mellansel.